# Lijst van Snekers
Deze lijst van Snekers betreft bekende personen die in de Nederlandse stad Sneek zijn geboren, hebben gewoond of wonen.

## Geschiedenis
- Lollius Adema (1737-1811), jurist
- Rienck Bockema (1350-1436), landheer
- Dick Brouwer (1917-1996), politieagent/verzetsstrijder
- Pier Gerlofs Donia (ca. 1490-1520), volksheld/verzetsstrijder/krijgsheer
- Anthonie Haga (1834-1902), KNIL-commandant
- Lange Jacob (ca. 1660-?), lang stadsfiguur
- Kleine Jannetje (ca. 1654-?), vrouw van Lange Jacob
- Hendrik Jakob Lever jr. (1923-1944), verzetsstrijder
- Hendrik Jakob Lever sr. (1891-1945), verzetsstrijder
- Jan Lever (1922-1944), verzetsstrijder
- Joseph Noyon (1737-1796), koopman/bouwmeester
- Tarquinius Noyon (1848-1929), jurist
- Jacob Visser (?), krijgsdienstplichtige
- Jikke Ozinga (1906-1996), hotelhoudster/verzetsstrijdster
- Jetze Rodenhuis (1788-1847), politiecommissaris
- Willem Santema (1902-1944), verzetsstrijder
- Volie Schermer-De Jong (1923-2024), verzetsstrijdster
- Frits Wissel (1907-1999), vliegenier
- Jan van der Zwaag (1905-1944), verzetsstrijder

## Kunst, cultuur, onderwijs en wetenschap
- Eduard de Boer - componist/pianist/muziekpedagoog/dirigent
- Gerben Nammens Bouma - arts, chirurg en politicus
- Albert Breunissen Troost - architect/zakenman
- Siebe ten Cate - kunstschilder
- René Diekstra - psycholoog/auteur
- Klaas Dijkstra - morosoof
- Lieneke Dijkzeul - schrijfster
- Ruurd Elzer - schilder
- Willem Engelbart Engelen - burgemeester Leeuwarderadeel
- Hylkje Goïnga - schrijfster
- Tiedo Groeneveld - popmuzikant
- Herre Halbertsma - historicus
- Dirk Hakze - schilder, beeldhouwer
- Hidde Petrus Nicolaas Halbertsma - ingenieur en architect
- Johan van Hasselt - civiel ingenieur en ambtenaar
- Herman van der Heide - beeldhouwer
- Arend Jan Heerma van Voss - acteur/journalist/omroepbestuurder
- JP Hoekstra - gitarist
- Peter Karstkarel - acteur
- Jan de Kok - architect
- Henk Lampe - ontwerper, beeldend kunstenaar
- Adriaan van Maanen - astronoom/wetenschapper
- Karst van der Meulen - regisseur
- Hillie Molenaar - documentairemaakster/politica
- Nicolaas Molenaar sr. - architect
- Henk Mouwe - televisiepresentator
- Eelco Napjus - geschiedschrijver
- Nicolaas Okma - advocaat/hoogleraar
- Jacobus Oranje - verzetsstrijder/hoogleraar/rector magnificus
- Cornelis Peters - architect
- Murk van Phelsum - medicus
- Christina Elizabeth Pothast-Gimberg - kinderboekenschrijfster
- Douwe Taeke van der Ploeg - florist/onderwijzer
- Jakob van Schevichaven - detectiveschrijver
- Sibbele - zanger
- Ali Ben Horsting - acteur
- Monique Sluyter - televisiepresentatrice/model
- Willem de Sitter - wetenschapper
- Hans Tiemeijer - acteur
- Manon Thomas - televisiepresentatrice
- Joke Tjalsma - actrice
- Nico Verhoeven - dichter
- Piet Vink - acteur
- Arie Visser - schrijver en dichter
- Henk Volberda - hoogleraar/bedrijfskundige
- Theun de Vries - schrijver/dichter
- Anne Wadman - schrijver/dichter

## Politiek
- Rendert Algra - vakbondsleider
- Dirk Alma - burgemeester van Sneek
- Minne Bakker - burgemeester van Wymbritseradiel/politicus
- Farshad Bashir - politicus
- Jan Eizes de Boer - burgemeester
- Wim de Boer - politicus
- Alex Bolhuis - politicus
- Joop Boertjens - politicus
- Cornelis Brandsma - politicus
- Arno Brok - burgemeester van Sneek/politicus
- Hester van Buren - politica
- Jan ten Cate - burgemeester van Sneek
- Steven ten Cate - burgemeester van Sneek/gedeputeerde van Friesland
- Gerrie van Delft-Jaasma - politica
- Jacob van Driessen - burgemeester van Sneek
- Rudolphus Hamerster Dijkstra - burgemeester van Sneek
- Pieter Sjoerds Gerbrandy - premier van Nederland
- Teetse Gonggrijp - burgemeester van Sneek
- Dieuwke de Graaff-Nauta - politica
- Siebold Hartkamp - burgemeester van Sneek/politicus
- Sicko Heldoorn - oud-burgemeester van Assen/politicus
- Petrus Jacobus de Hoop - burgemeester van Sneek
- Johan Hora Adema - Statenlid
- Johannes van Hout - burgemeester van Wymbritseradiel/politicus
- Klaas de Jong Ozn. - politicus
- Arnold Hendrik Koning - burgemeester van Vlagtwedde/notaris
- Pauline Krikke - burgemeester van Arnhem/politica
- Lolle Nauta - filosoof/politicus
- Jan Wolter Niemeijer - politicus/zakenman
- Willem Olivier - burgemeester van Sneek
- Lucas Poppinga - burgemeester van Sneek
- Hendrik Pyttersen Tzn. - politicus/drukker
- Ludolf Rasterhoff - burgemeester van Sneek/politicus
- Hendrik Wilhelm Carel Reyneke van Stuwe - burgemeester van Sneek
- Jacob Rudolf Johann Schut - NSB-burgemeester van Sneek
- Bart Tromp - politicoloog/socioloog
- Simon Andreas Verweij - politicus
- Izaak Vlink - burgemeester van Sneek
- Sjuck van Welderen Rengers - grietman van Wymbritseradiel/politicus
- Hendrik Wielinga - oud-burgemeester van Terschelling, Zaltbommel en Brummen
- Hans Clazes Wouda - burgemeester van Sneek
- Johannes Kramer - politicus

## Religie
- Johannes Bogerman - predikant
- Pieter Boomsma - predikant/verzetsstrijder
- Joannes Jansen - kapelaan/aartsbisschop
- Sam de Wolff - zionist/econoom
- Geert Aeilco Wumkes - theoloog/predikant/historicus

## Sport
- Johan Abma - voetballer
- Aymee Altena - voetbalster
- Pelé van Anholt - voetballer
- Willem Augustin - schaatser
- Babs Bijlsma - schaatsster
- Jan de Boer, voetballer
- Liesette Bruinsma - zwemster/paralympisch kampioen
- Wietze Couperus - voetballer/international
- Ansco Dokkum - zeiler/roeier
- Antony Fennema - roeier/Olympiër
- Toon Gerbrands, coach/manager
- Petra Groenland - volleyballer/volleybalcoach
- Si Shut Hau - voetbalster
- Sandor van der Heide - voetballer
- Rick Hofstra - darter
- Robin Huisman de Jong - voetballer
- Hester Jasper - volleybalster
- Harmen Kuperus - voetballer
- Wim Lakenberg - voetballer
- Fenna Meijer - voetbalster
- Olof van der Meulen - volleyballer/international/olympiër
- Nynke Oud - volleybalster
- Alex Posthuma - volleyballer
- Gerhard Potma - zeiler
- Sherida Spitse - voetbalster/international
- Marwin Talsma - schaatser
- Renske Vellinga - schaatsster
- Michel Vlap - voetballer
- Nyck de Vries - autocoureur
- Chris de Wagt - voetballer
- Bea Wiarda - atlete
- Jissy de Wolf - zeilster/Olympiër
- Ronald Zoodsma - volleyballer/international/olympiër